# ثنا صادقی
ثنا صادقی (زاده  ۲۳ خرداد ۱۳۷۹ در روانسر) هافبک تیم ملی فوتبال زنان ایران است و برای شهرداری سیرجان در لیگ برتر بانوان بازی می کند.

## سوابق باشگاهی
وی همچنین در باشگاه فوتبال زنان سپاهان اصفهان بازی می‌کند. ثنا صادقی از سن ۱۰ سالگی وارد تیم‌های ملی رده‌های پایه ایران شد. صعود به جام ملت‌های  زنان آسیا توسط در سال ۱۴۰۰ از بهترین افتخارات اوست. صادقی فوتبال خود را در ۹ سالگی و از مسابقات مدارس کشور آغاز کرد.

## افتخارات و سوابق ملی
ثنا صادقی از ۱۰ سالگی وارد تیم‌های ملی رده‌پایه شد. او به ترتیب در تیم‌های ملی زیر ۱۳ سال، زیر ۱۴ سال، زیر۱۶ سال، زیر ۱۹ سال و زیر ۲۳ سال ایران در بخش بانوان توپ زد. بازی زیبای او باعث شد که به تیم ملی فوتبال زنان ایران دعوت شود و توسط این تیم افتخار بزرگی چون حضور در جام ملت‌های زنان آسیا را کسب کند.
افتخارات و سوابق ملی ثنا صادقی به شرح زیر است:
- مقام‌های زیر۱۳سال (مقام دوم مقدماتی آسیایی در سریلانکا)
- زیر۱۴سال (مقام دوم مقدماتی آسیایی درسریلانکا)
- تورنمت زیر۱۶سال درازبکستان(۲بازی دوستانه باتیم ملی ازبکستان)
- زیر۱۶سال (مقام اول مقدماتی آسیایی دربنگلادش)
- زیر۱۶سال (اعزام به کشورچین برای مسابقات آسیایی)
- زیر۱۹سال(۳باراعزام به روسیه مقام‌های چهارم وسوم ودوم به ترتیب)
- زیر۱۹سال تورنمت بین‌المللی که درچین برگزارشد (بازی باتیم ملی آمریکا-چین-ژاپن)
- زیر۱۹سال (مقام اول دورمقدماتی آسیایی در میانمار)
- زیر۲۳سال (مقام دوم در جام کافا ازبکستان)
- بزرگسالان (تورنمنت بین‌المللی درکشورهند)
- زیر۱۹سال (اعزام به مسابقات دوردوم مقدماتی آسیایی درکشورویتنام)
- زیر۲۳سال (اعزام به تاجیکستان ومقام دوم جام کافا)
- بزرگسالان (ازبکستان بازی‌های مقدماتی آسیایی)

## دوران باشگاهی

### شهرداری سیرجان
اولین باشگاه رسمی ثنا صادقی در لیگ‌برتر زنان ایران، تیم شهرداری سیرجان بود. ثنا صادقی در فصل ۹۶–۱۳۹۵ در این باشگاه توپ می‌زد و توانست با این تیم به مقام نایب قهرمانی برسد.

### راهیاب ملل کردستان
ثنا سال ۱۳۹۶ به باشگاه راهیاب ملل کردستان پیوست تا با این تیم بتواند در لیگ برتر زنان ایران شرکت کند. صادقی با این رتبه‌ای بهتر از مقام چهارم را نتوانست کسب کند.

### هیئت فوتبال البرز
هیئت فوتبال البرز تیم سومی بود که صادقی برای حضور در لیگ برتر به آن پیوست. صادقی فصل ۹۸–۱۳۹۷ را در این تیم سپری کرد اما نتوانست به مقام مهمی در این تیم برسد.

### سپاهان اصفهان
ثنا صادقی سال ۱۳۹۸ با حضور در اصفهان وارد باشگاه فوتبال زنان سپاهان شد. صادقی در سه فصل حضور خود در این تیم توانست در فصل ۹۹–۱۳۹۸ به عنوان سومی دست یابد.